# Fabrice Do Marcolino
Fabrice Do Marcolino Anguilet(Libreville, 14 de marzo de 1983) es un delantero Gabonés que actualmente juega en el US Changé de la Division d'Honneur, sexta categoría del fútbol francés.

## Biografía
Se formó en las categorías inferiores del Stade Rennais con el que solo jugó un partido en la temporada que militó en ese club pues estuvo cedido al Angoulême CFC y el Amiens SC, donde terminó como segundo máximo goleador, entre dicha temporada.
Clubes de la talla del Auxerre y el Toulouse se interesaron por él en el 2006, pero decidió fichar por el Angers SCO. 
Como anécdota cabe destacar que su hermano Arsène Do Marcolino también jugó en la liga francesa.

## Clubes
| Club                   | País    | Año             | Partidos | Goles |
| FC 105 Libreville      | Gabón   | - 1999          |          |       |
| Stade Rennais          | Francia | 1999 - 2002     | 92       | 23    |
| Stade Rennais          | Francia | 2002 - 2005     | 1        | 0     |
| Angoulême CFC (cedido) | Francia | 2002 - 2003     | 32       | 9     |
| Amiens SC              | Francia | 2004 - 2005     | 25       | 4     |
| Vannes OC              | Francia | 2005 - 2006     | 31       | 11    |
| Angers SCO             | Francia | 2006 - 2009     | 110      | 40    |
| Stade Lavallois        | Francia | 2009 - 2013     | 95       | 17    |
| USJA Carquefou         | Francia | 2013 - 2014     | 26       | 7     |
| FC Istres              | Francia | 2015            | 10       | 1     |
| US Changé              | Francia | 2016 - Presente | ?        | ?     |

- Datos: Q776447